# En prins til Xui Mei
En prins til Xui Mei er en dansk oplysningsfilm fra 2009, der er instrueret af Rasmus Steengaard, Mette Stentoft.

## Handling
Der er en livlig aktivitet i Folkets Park i Shanghai om søndagen. Op ad dagen vrimler det med mennesker, der hænger sedler op i træer, og mennesker, der studerer sedlerne. Hvad foregår der? Hvad er det, så mange har så travlt med at læse om på sedlerne? Der er en livlig cirkulation rundt i små grupper med ældre og unge mennesker. Sidst på eftermiddagen er parken igen seddel- og mennesketom.